# Yadhira Carrillo
Yadhira Carrillo Villalobos (Aguascalientes, 12 de maio de 1972), é uma atriz, empresária, apresentadora, e ex-rainha da beleza mexicana. No Brasil é conhecida por interpretar a doce Carlota e a ambiciosa Cordélia na telenovela A Outra.

## Biografia
Iniciou Administração em Negócios Internacionais em Aguascalientes, mas surgiu a oportunidade de participar do Nuestra Belleza México. Chegando à Capital, entrou na (CEA) Centro de Educação Artística,  mas quis encerrar sua carreira como modelo para iniciar-se como atriz.
Yadhira Carrillo foi eleita "Nuestra Belleza Aguascalientes" em 1994. Sem cerimônias, ela deixou muito claro que não queria ser lembrada como uma garota bonita. Posteriormente, ela entrou na CEA da emissora Televisa para preparar-se como atriz.
Durante seus cursos, Yadhira se destacou sempre por estar entre as estudantes mais talentosas e dedicadas, recebendo a recompensa pelo esforço quando a produtora Carla Estrada lhe deu sua primeira oportunidade como atriz com o papel de "Teresa", na novela Te sigo amando.
Posteriormente voltaria a trabalhar com Carla Estrada, interpretando "Josefina" em María Isabel, ao lado de Adela Noriega e Fernando Carrillo.
Logo depois de participar de vários episódios de Mujer, casos de la vida real, e fazer una vilã no especial Más allá de La Usurpadora, Yadhira ganhou sua primeira protagonista na história infantil El niño que vino del mar.
O talento e capacidade dramática de Yadhira fizeram com que Ernesto Alonso se interessasse por seu trabalho e lhe oferecesse o papel de antagonista em El precio de tu amor. O "Señor Telenovela" vislumbrou nela uma atriz com futuro e lhe deu a oportunidade de estrelar sua nova novela, La otra, na qual enfrentou um duplo trabalho ao ter que dar vida a dois personagens totalmente diferentes.
Yadhira foi premiada como melhor atriz do ano pela novela La otra. Esse foi seu maior sucesso, que fez par romântico com o ator Juan Soler.
Com apenas oito anos de carreira, Yadhira fez seu primeiro trabalho internacional, com um papel especial na bem-sucedida novela espanhola El Secreto, interpretando uma ex-noiva perversa do protagonista, o também mexicano Eduardo Capetillo.
Em 2004, estreou a novela Amarte es mi pecado, onde protagonizou junto com Sergio Sendel e Alessandra Rosaldo, com produção de Ernesto Alonso. Nesse mesmo ano, se integrou ao elenco de Rubí, a famosa produção de José Alberto Castro.
Em 2005, protagonizou a novela Barrera de amor.
Em 2007, recebeu a oportunidade de protagonizar a novela Palabra de mujer, com a produção de José Alberto Castro.
Yadhira se afastou da televisão em 2008. Ela possui várias lojas de roupas e acessórios para crianças sob a marca "Momentos by Yadhira".
Em 2025, ela apareceu em uma participação especial no episódio final da novela Las hijas de la señora García. E posteriormente foi anunciado seu retorno triunfal as telenovelas mexicanas, no papel central na nova adaptação de El privilegio de amar, intitulado "Los hilos del pasado", onde já foram feitas outras duas versões: O Privilégio de Amar , produzida por Carla Estrada em 1998 e em 2010 sob o nome O Triunfo do Amor , produzida por Salvador Mejía. Yadhira interpretará Carolina Guillen, uma estilista que, no auge da carreira, enfrenta Cristina, uma jovem que ela rejeita, sem saber que ela é a filha que abandonou anos antes. A produção será filmada no estúdio Foro 15 San Ángel da Televisa e incluirá locações em Paris, Milão, Nova York e áreas próximas da Cidade do México. A atriz encerra assim sua aposentadoria do mundo artístico após um hiato de 17 anos.

## Filmografia

### Televisão
| Ano       | Título                                     | Personagem                                          | Notas                     |
| --------- | ------------------------------------------ | --------------------------------------------------- | ------------------------- |
| 2025-2026 | Los hilos del pasado                       | Carolina Guillen                                    | Protagonista              |
| 2025      | Las hijas de la señora García (telenovela) | Carolina Guillen                                    | Participação Especial     |
| 2007-2008 | Palabra de mujer                           | Fernanda Ortiz                                      | Protagonista              |
| 2007      | Amor sin maquillaje                        | Ernestina                                           | Coadjuvante               |
| 2005-2006 | Barrera de amor                            | María Teresa "Maité" Galván                         | Protagonista              |
| 2004      | Rubí                                       | Helena Navarro                                      | Estrela Convidada         |
| 2004      | Amarte es mi pecado                        | Leonora "Nora" Guzmán Madrigal de Horta de Palacios | Protagonista              |
| 2002      | La otra                                    | Carlota Guillen Sanchez/ Cordelia Portugal          | Protagonista/ Antagonista |
| 2001      | El secreto                                 | Lydia                                               | Coadjuvante               |
| 2001      | Navidad sin fin                            | Toñita                                              | Coadjuvante               |
| 2000      | La casa en la playa                        | Georgina Salas                                      | Coadjuvante               |
| 2000      | El precio de tu amor                       | Sandra Rangel                                       | antagonista               |
| 1999      | El niño que vino del mar                   | Magdalena de la Soledad/ Sol/ Lena                  | Protagonista              |
| 1998      | El Privilegio de Amar                      | María José                                          | Coadjuvante               |
| 1998      | Más allá de La usurpadora                  | Raquel Andrea García                                | Coadjuvante               |
| 1997-1998 | María Isabel                               | Josefina                                            | Coadjuvante               |
| 1996      | Te sigo amando                             | Teresa                                              | Coadjuvante               |
| 1996      | Canción de amor                            | Margara                                             | Coadjuvante               |